# Horní Kozolupy
Horní Kozolupy (německy Ober Kozolup, také Ober Gosolup, Ober Kosolup) jsou obec v okrese Tachov v Plzeňském kraji. Leží asi jedenáct kilometrů severně od Stříbra v nadmořské výšce 518 metrů. V obci žije 248 obyvatel.

## Historie
První písemná zmínka o vesnici pochází z roku 1237.

## Obyvatelstvo
| Rok            | 1869 | 1880 | 1890 | 1900 | 1910  | 1921 | 1930 | 1950 | 1961 | 1970 | 1980 | 1991 | 2001 | 2011 | 2021 |
| -------------- | ---- | ---- | ---- | ---- | ----- | ---- | ---- | ---- | ---- | ---- | ---- | ---- | ---- | ---- | ---- |
| Počet obyvatel | 880  | 889  | 987  | 992  | 1 020 | 930  | 908  | 498  | 421  | 392  | 341  | 291  | 277  | 231  | 246  |
| Počet domů     | 149  | 162  | 164  | 166  | 166   | 170  | 185  | 136  | 105  | 96   | 96   | 102  | 82   | 90   | 97   |

## Obecní správa
Mezi lety 1850–1980 byly Horní Kozolupy obcí v okrese Teplá (1850–1890), posléze v okrese Planá (1900–1930), poté v okrese Stříbro (1950) a později v okrese Tachov. Od 1. ledna 1980 do 23. listopadu 1990 patřily jako část obce k Cebivi a od 24. listopadu 1990 jsou opět samostatnou obcí.

### Části obce
- Horní Kozolupy
- Očín
- Slavice
- Strahov

### Obecní symboly
Znak a vlajka byly obci uděleny rozhodnutím předsedy Poslanecké sněmovny Parlamentu České republiky dne 11. května 2006.

## Pamětihodnosti
Asi 2,5 kilometru od Horních Kozolup ve středověku stávala vesnice Liběvice. Její jméno se přeneslo na novodobou hájovnu, poblíž které jsou v terénu zřetelné nepatrné pozůstatky liběvické tvrze.

## Galerie

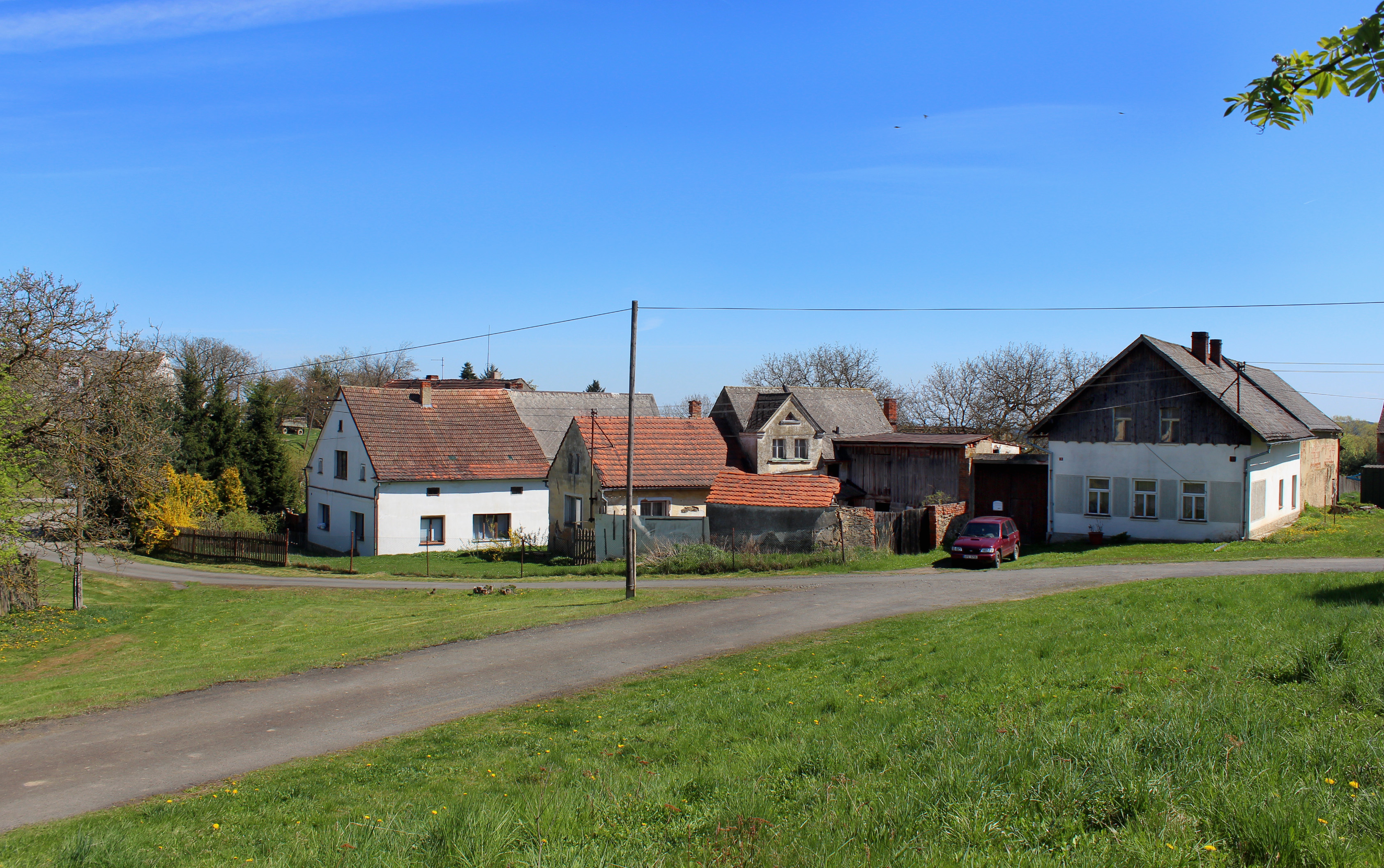
Náves
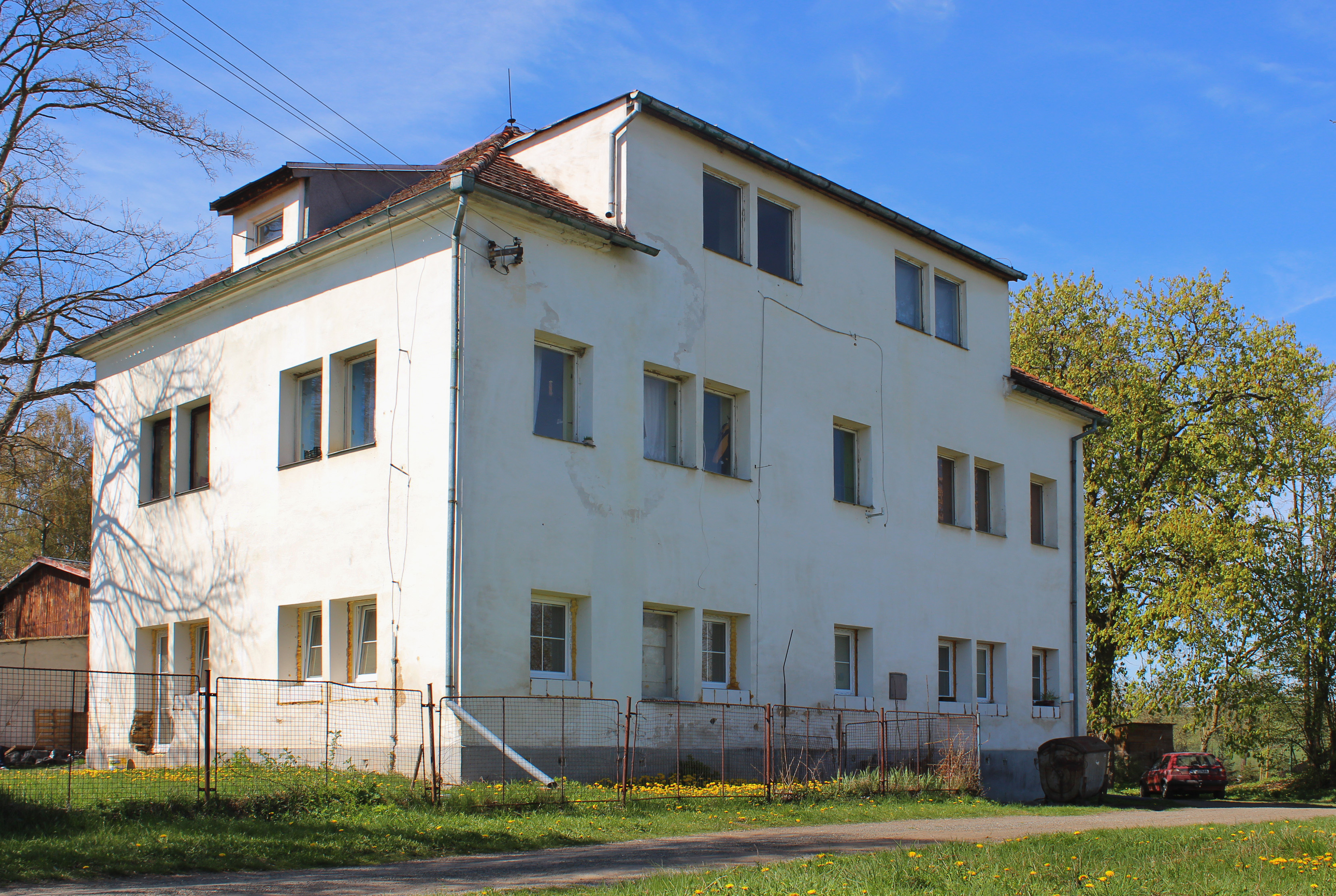
Bývalá škola
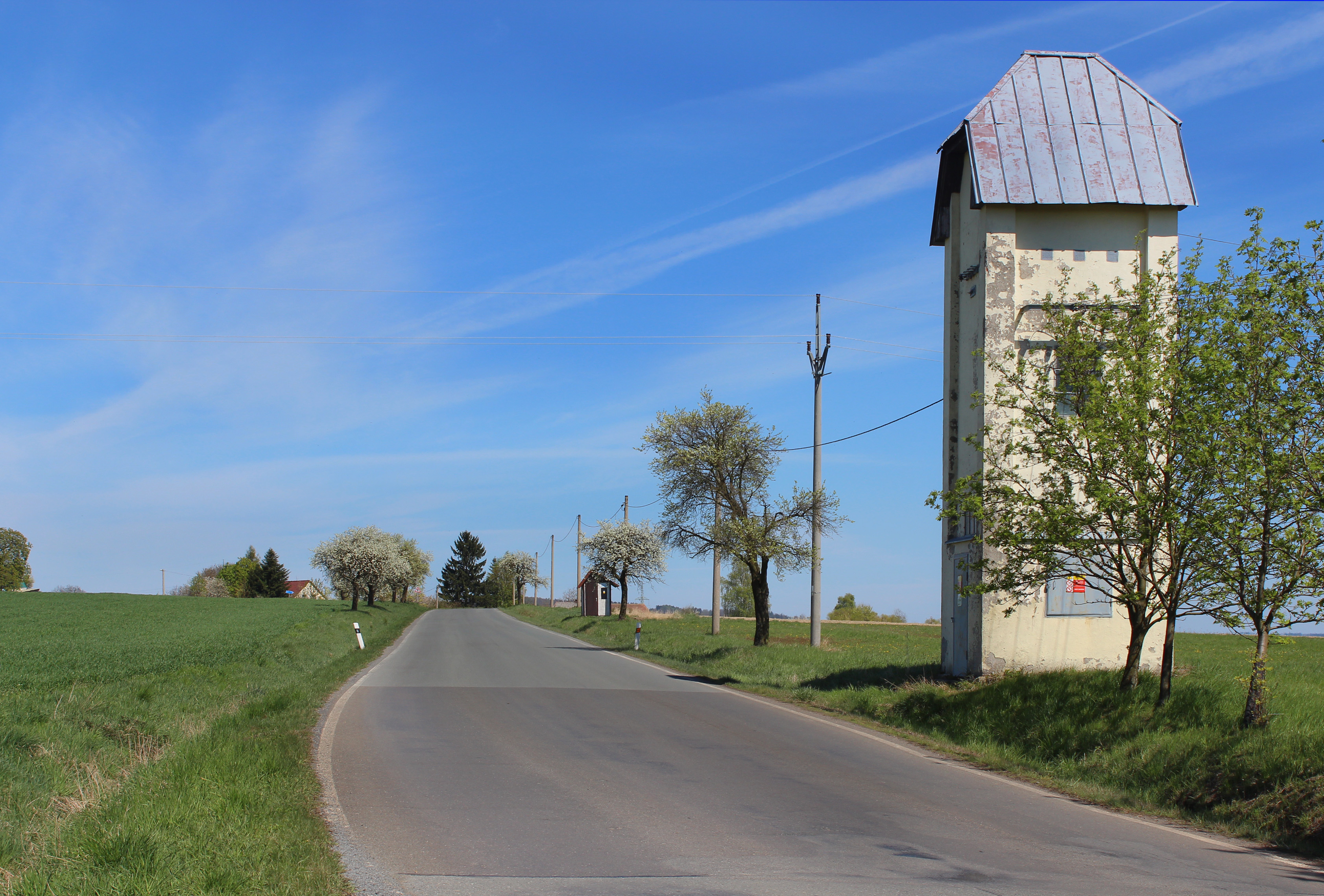
Silnice II/202 v severní části obce